# Nicholas Negroponte
Nicholas Negroponte (n. 1 decembrie 1943, New York City, New York, SUA) este un arhitect american de origine greacă.
A absolvit Massachusetts Institute of Technology unde eforturile sale ca student au fost dirijate spre cercetarea în domeniul proiectării asistate de calculator.
A înființat revista Wired în anul 1992.

## Previziuni
În anii 1980, Negroponte a profețit că tehnologiile cu fir ca de exemplul telefonia vor evolua spre folosirea tehnologiilor fără fir, iar tehnologiile cu fir, ca de exemplu televiziunea vor trece la utilizarea cablurilor. Această profeție s-a adeverit, telefoanele fixe au fost înlocuite de telefoanele mobile, iar televiziunea a trecut în mare parte de la transmisia folosind antene la transmisia prin cablu.
Negroponte și-a extins multe dintre ideile prezentate în articolele sale din revista Wired într-o carte numită Being Digital și publicată în 1995 care a devenit bestseller și care a făcut ca profețiile sale despre contopirea lumii informaționale cu cea interactivă și cu cea de divertisment să devină faimoase.
În anul 2014, Negroponte a profețit că în 30 de ani, vom fi capabili să ingerăm informația pur și simplu.
Odată ajunsă în sistemul sangvin, mecanismele dezvoltate în viitor vor depozita aceste informații în creier.